# Adam Bernat
Adam Bernat (ur. 4 sierpnia 1958 w Opolu) – polski hokeista, działacz hokejowy.

## Życiorys
Jest wychowankiem Odry Opole, w barwach I drużyny występował w latach 1974-1977. W latach 1977–1990 występował w Zagłębiu Sosnowiec. Ze swoją drużyną zdobył pięć tytułów mistrza Polski (1980, 1981, 1982, 1983, 1985), trzy tytuły wicemistrzowskie (1978, 1979, 1985) i dwa brązowe medale mistrzostw Polski (1988, 1990). Reprezentował Polskę na mistrzostwach świata juniorów w 1975 (5. miejsce w grupie "A") i 1976 (6. miejsce w grupie "A") oraz młodzieżowych mistrzostwach świata grupy w 1977 (8. miejsce w grupie "A". W reprezentacji Polski seniorów wystąpił w jednym spotkaniu oficjalnym: 3 września 1985 z Rumunią (mecz towarzyski), a także w spotkaniu z zespołem ZSRR "B" (5 maja 1978) i dwóch meczach z młodzieżową reprezentacją Finlandii (14 i 15 grudnia 1978). 
W latach 2002–2010 był prezesem hokejowego Zagłębia Sosnowiec.
Jego synowie Tobiasz (ur. 1983) i Mateusz (ur. 1987) także zostali hokeistami.

## Sukcesy
Klubowe
- Złoty medal mistrzostw Polski: 1980, 1981, 1982, 1983 z Zagłębiem Sosnowiec

## Odznaczenia
- Srebrny Krzyż Zasługi (2005)[12]